# X-Plastic
Xplastic é uma produtora de filmes pornográficos, conhecida por suas produções pertencentes ao gênero alt porn. Obteve notoriedade em 2006, com a produção independente Overdrive, o primeiro filme brasileiro do gênero, reunindo cenas protagonizadas pelas atrizes Tamiry Chiavari e Dana DeArmond. O sucesso do filme levou à um contrato com a produtora Explicita que se comprometeu com a distribuição dos DVDs. O primeiro fruto dessa parceria foi Libertinos Século XXI e, nos três anos seguintes, três outros filmes foram lançados.

## História
| “ | A xplastic é a reunião de três caras e diversos grupos de pessoas que juntos produzem pornografia. Nada do que fazemos é arte. Podemos nos apropriar do trabalho de outros artistas, mas tudo que passa por aqui se transforma em pornografia. Ignoramos o que chamam de erotismo ou nudez artística. O erotismo é a pornografia dos oprimidos. | ” |

Três pessoas compõem o núcleo que dirige a produtora, e todos adotam pseudônimos para se identificar: "Rufião", "Barbellax" e "Tatão". Em 1998, eles produziram o curta-metragem Plastic Lesbians, uma animação de cunho pornográfico realizada com bonecas Barbie falsificadas, e inscrita no Festival "MIX Brasil" daquele ano, onde foi selecionado para a mostra competitiva.
Nos anos seguintes os três continuariam produzindo um fanzine intitulado "Judith Blair", onde abordavam a indústria pornográfica e incluíam entrevistas com atores do gênero, e também filmes do gênero, reunindo "uma revoada de desajustados", o que incluía de prostitutas e atores pornográficos à jornalistas e engolidoras de fogo, passando por poetas e estilistas. Em 2006, lançaram Overdrive que, com Tamiry Chiavari como protagonista, se tornou o mais relevante filme até então, com impacto suficiente na mídia especializada que motivou a produtora brasileira Explicita a contatar o estúdio e propor uma parceria que proporcionasse a distribuição dos filmes vindouros por todo o país. No ano seguinte, Libertinos Século XXI, novamente com Chiavari no elenco, foi lançado.
Em 2007 foi firmada ainda uma parceria com a Sexmedia, para o desenvolvimento de produtos para distribuição online e via celular, e a X-Plastic, sob a denominação "Luz Vermelha Filmes - Produtora de Cinema e Vídeo Ltda.", se tornou uma pessoa jurídica.

## Filmografia
Dez fitas VHS e quatro DVDs já haviam sido lançados de forma independente até Overdrive em 2006, quando os filmes seguintes passaram a ser distribuídos pela produtora Explicita. Desde então foram lançados quatro filmes: Libertinos Século XXI, Indulgência, Geração Perdida e A Loira do Banheiro. Em 2011 o lançamento Garotas Selvagens foi distribuído pela Adultcom.
Esta lista contém os filmes já lançados pela produtora, incluindo as produções independentes lançadas antes de 2006.
- Literatura de Bordel (2016)
- A Loira do Banheiro (2010)
- Geração Perdida (2009)
- Indulgência (2008)
- Libertinos Século XXI (2007)
- Overdrive (2006)
- Nerd*Sex (2004)
- Histórias Sujas (2002)